# Wadelai
Koordinaten: 2° 43′ N, 31° 24′ O
In Wadelai, heute ein Dorf in Nord-Uganda am Oberlauf des Nil, befand sich ein wichtiger Stützpunkt von Emin Pascha.
Der Ort war ursprünglich eine Boma an einer Engstelle des Weißen Nils, genauer am Albert-Nil. Das heutige 262,4 km² große Subcounty gleichen Namens im Distrikt Pakwach der Northern Region hatte 2020 ca. 30.100 Einwohner.

## Historische Bedeutung

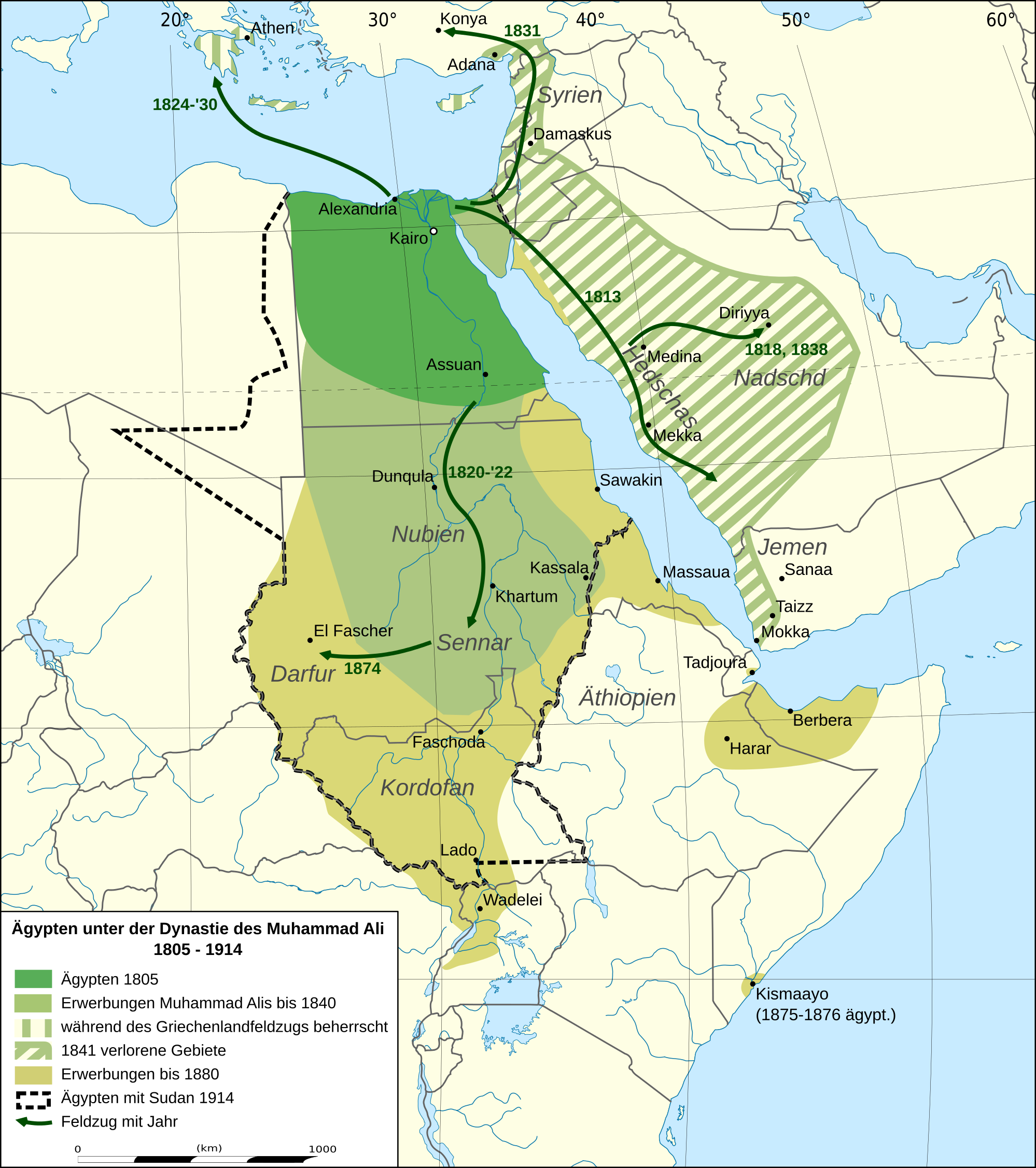
Wadelei im äußersten Süden des anglo-ägyptischen Herrschaftsgebiets.

Wadelai war eine Zeit lang, bis Dezember 1888, das Hauptquartier von Emin Pascha. In der Folgezeit befand sich der Ort in der Hand der Mahdisten. 1894 kam Wadelai unter Major Roddy Owen in britischen Besitz und blieb zwölf Jahre lang ein (Grenz-)Stützpunkt des anglo-ägyptischen Sudan, dessen Süd- und Westgrenzen zum Teil von denen des späteren Sudan, beziehungsweise den heutigen südsudanesischen Grenzen abwichen. Der erste Europäer, der Wadelai besuchte, war Lieutenant H. Chippendall 1875.
Wadelai trägt den Namen eines lokalen Vasallen von König Kabarega, dem seinerzeitigen Herrscher von Unyoro.